# Handicap-Prinzip

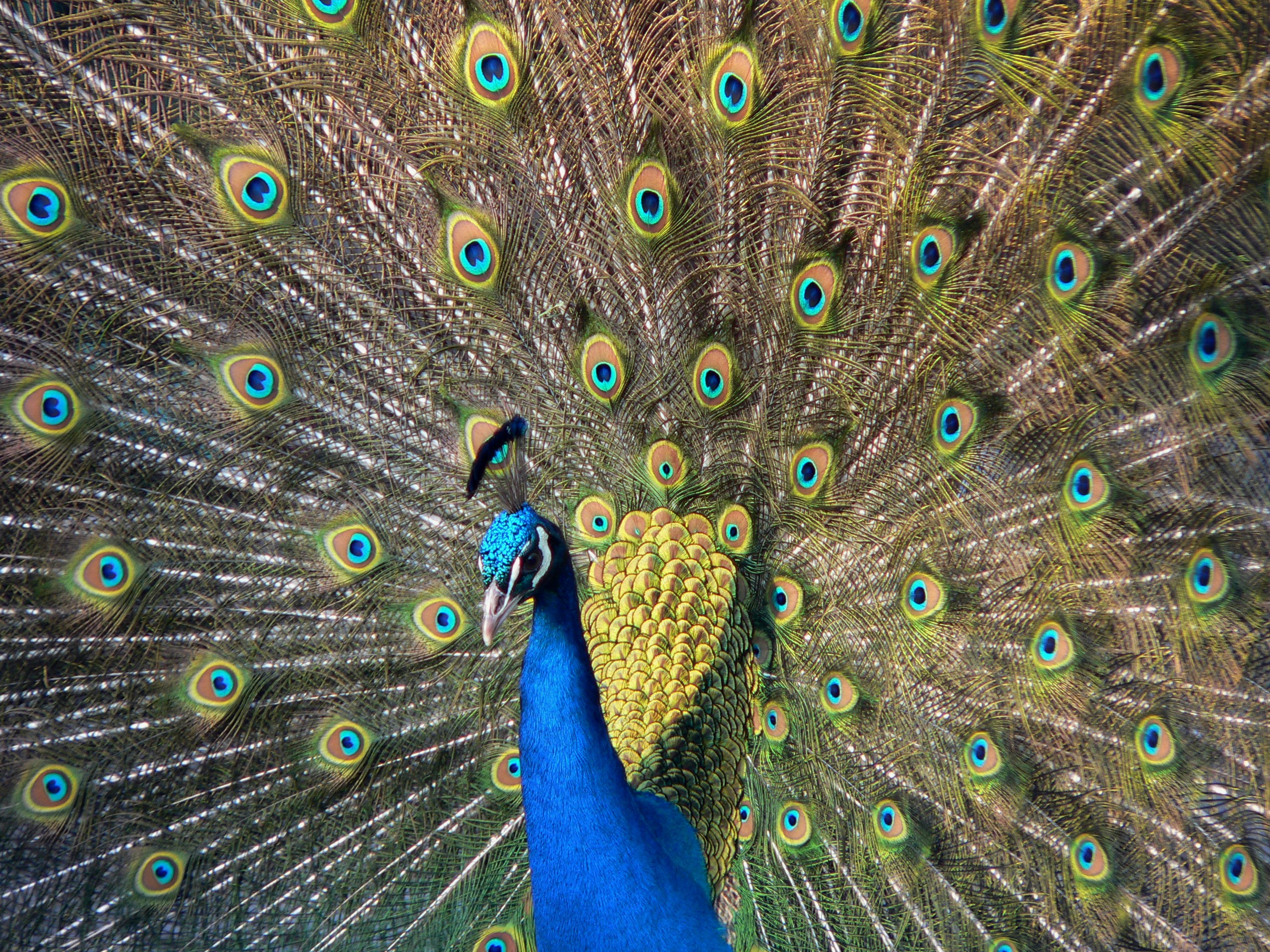
Balzender männlicher Pfau: Die Schwanzfedern sind hinderlich bei der Flucht vor Fressfeinden.

Das Handicap-Prinzip ist eine Theorie sozialer Signale, in die insbesondere Überlegungen aus der Evolutionsbiologie und empirische Befunde aus der Verhaltensforschung eingingen. In ihr wird behauptet, „daß der Empfänger eines Signals an der Verlässlichkeit oder Genauigkeit des Signals interessiert ist und ein Signal nicht beachtet wird, wenn es nicht zuverlässig ist.“ „Glaubwürdig“ ist ein soziales Signal der Theorie zufolge insbesondere dann, wenn mit ihm ein Handicap verbunden ist, eine Erschwernis: „Handicaps, auch ‚teure Signale‘ genannt, sind zum Beispiel das Pfauenrad, der Nachtigallengesang oder die Löwenmähne, alles Merkmale, die zwar auf den ersten Blick keine biologische Nützlichkeit erkennen lassen, aber dennoch in der Evolution Bestand haben.“ Wer trotz seines Energie zehrenden Merkmals im Wettbewerb mit Artgenossen besteht oder die Konkurrenten trotz der scheinbaren Vergeudung von Energie sogar überflügelt, sende mittels des Handicaps seiner Umwelt zum Beispiel das Signal, besonders lebenstüchtig und potent zu sein. Der Theorie zufolge kann gerade ein Handicap auch „Stärke“ demonstrieren. Das gelte insbesondere für die Partnerfindung und die Sexualität.
Das Handicap-Prinzip wurde 1975 von dem israelischen Biologen Amotz Zahavi formuliert und durch das 1997 gemeinsam mit seiner Ehefrau Avishag Zahavi veröffentlichte Buch The Handicap Principle. A Missing Piece of Darwin's Puzzle weithin bekannt. Es erhebt den Anspruch, die Mechanismen der sexuellen Selektion zu ergänzen.

## Grundannahmen der Theorie
Amotz und Avishag Zahavi beschrieben die Grundgedanken des Handicap-Prinzips als „ganz einfach: Vergeudung kann sinnvoll sein, weil man dadurch schlüssig zeigt, daß man mehr als genug besitzt, und etwas zu vergeuden hat. Gerade der Aufwand – die Verschwendung selbst – macht die Aussage so zuverlässig.“ Die Theorie wurde durch diverse Feldstudien und andere empirische Befunde belegt und wird seitdem in der Verhaltensbiologie insbesondere zur Erklärung auffälliger Ornamente visueller, akustischer oder olfaktorischer Art genutzt.
Diese Deutung von Körper- und Verhaltensmerkmalen widerspricht diametral der „Sackgassen-Theorie“, der zufolge zum Beispiel der männliche Pfau gewissermaßen in eine Sackgasse der Evolution geriet, weil die Weibchen seit Urzeiten Sexualpartner mit möglichst großen und sauberen Schwanzfedern bevorzugten. Aus dieser „Sackgasse“ könne er nun nicht mehr heraus, obwohl das Schwanzgefieder ihn am Fliegen hindere und so auch seine Fähigkeit zu rascher Flucht erheblich einschränke. Dem Handicap-Prinzip zufolge ist es gerade dieser augenfällige Nachteil, der seine Eignung als Sexualpartner für das umworbene Weibchen glaubwürdig macht.
Das Handicap-Prinzip kann folglich das Entstehen von Merkmalen erklären, die sich nicht unmittelbar aus Tauglichkeitserwägungen der natürlichen Auslese ableiten lassen oder dem Prinzip der Fitness-Steigerung zu widersprechen scheinen.

## Beispiele

### Männliche Löwen

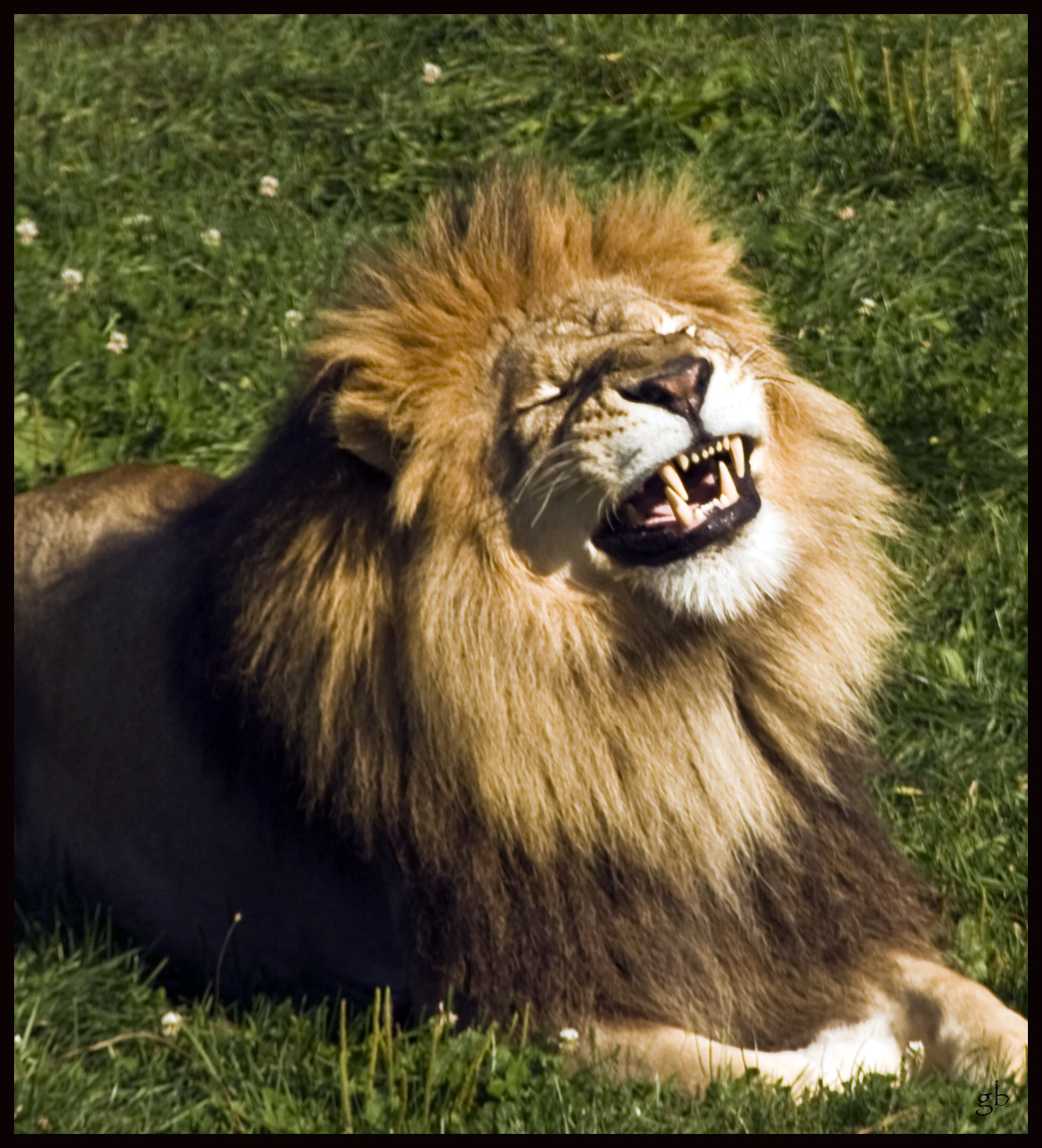
Die Mähne des Löwen gilt als Beispiel für ein „teures“ Haarkleid.

Männliche afrikanische Löwen können eine eindrucksvolle dunkle Mähne entwickeln. In einer Langzeitstudie in der Serengeti wurde ein Zusammenhang insbesondere zwischen Färbung dieser Haare und dem Testosteron-Spiegel nachgewiesen, dessen Höhe wiederum vom Ernährungszustand der männlichen Löwen abhängt: Je mehr Testosteron im Blut ist, desto dunkler ist die Färbung der Mähne. Diese Färbung ist aber mit einem deutlichen Handicap verbunden, mit einem deutlich erhöhten Hitzestress, denn die Temperatur in praller Sonne ist auf der Haut dunkel gefärbter Löwen deutlich höher als auf der Haut von blonden Individuen. Nachgewiesen wurde zudem, dass Löwinnen eher dunklerbehaarte Löwen als Sexualpartner akzeptieren und dass die Länge der Mähne ein soziales Signal an männliche Artgenossen ist und als ein Hinweis auf die Kampfstärke unter Rivalen gedeutet werden kann. Dieses Signal körperlicher Fitness reduziert daher die Wahrscheinlichkeit riskanter Kämpfe.

### Gazelle

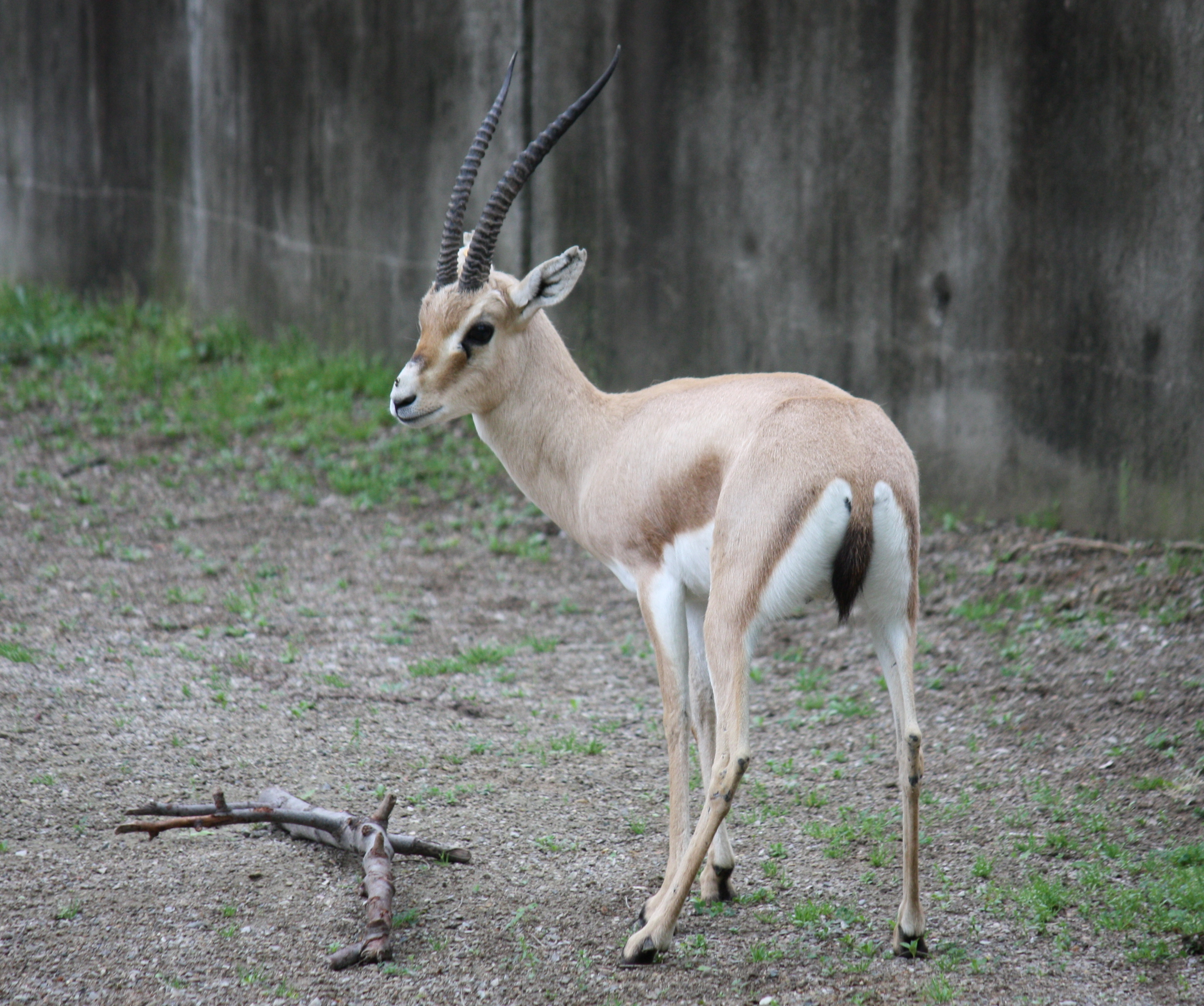
Gazelle: Die Fellzeichnung des Hinterleibs kann einem sozialen Signal dienen.

In der Einleitung zu ihrem gemeinsam verfassten Buch, das in deutscher Übersetzung unter dem Titel Signale der Verständigung herausgegeben wurde, illustrieren Amotz und Avishag Zahavi das Handicap-Prinzip am Beispiel des Verhaltens einer ruhenden Gazelle, die einen Beutegreifer in ihrer Nähe entdeckt hat: Die Gazelle springt auf, bellt und tritt den Boden mit den Vorderhufen. „Die Schläge ihrer Hufe auf den Wüstenboden sind weithin zu hören; an ihrem gekrümmten Gehörn und der hell-dunklen Zeichnung ihrer Stirn ist leicht zu sehen, daß die Gazelle ihren Feind anschaut. […] Oft springt die Gazelle mehrmals mit allen vier Beinen in die Luft. Wenn sie dann läuft, schwingt sie ihren schwarzen Schwanz auffällig vor ihrem weißen, schwarz umrandeten Rumpf hin und her.“ Ganz anders verhalte sich eine Gazelle hingegen, wenn sie zum Beispiel von einem Auto aufgeschreckt wird und flieht: „Sie rast schweigend davon und nutzt dabei die örtlichen Gegebenheiten, um nicht gesehen zu werden.“
Im Licht des Handicap-Prinzips können die drei „kostspieligen“ Verhaltensweisen der Gazelle – Bellen, Klopfen und Prellspringen – als Signale an den Fressfeind gedeutet werden: Das Tier signalisiere zum einen, dass es den Beutegreifer bemerkt habe. Indem die Gazelle ihre Zeit mit Luftsprüngen und dem Zurschaustellen ihres auffälligen Hinterteils „vergeudet“, statt rasch zu fliehen, versichere sie ihrem Gegenüber, „daß sie in der Lage ist, ihm zu entkommen.“ Der Beutegreifer wiederum erkenne an ihrem Verhalten, „daß er keinerlei Aussicht hat, seine Beute zu überraschen, und daß diese Gazelle in ausgezeichneter körperlicher Verfassung ist“. Verzichte der Beutegreifer daher auf einen Angriff, werde eine sinnlose Jagd vermieden: Die Gazelle muss nicht mit maximalem Krafteinsatz fliehen, und der Beutegreifer spart seine Energie für eine weniger kräftige Gazelle auf.
- Auch das auffällig leuchtende Hinterteil eines fliehenden Kaninchens kann in diesem Sinn als soziales Signal an einen Fressfeind gedeutet werden.

### Trauerschnäpper

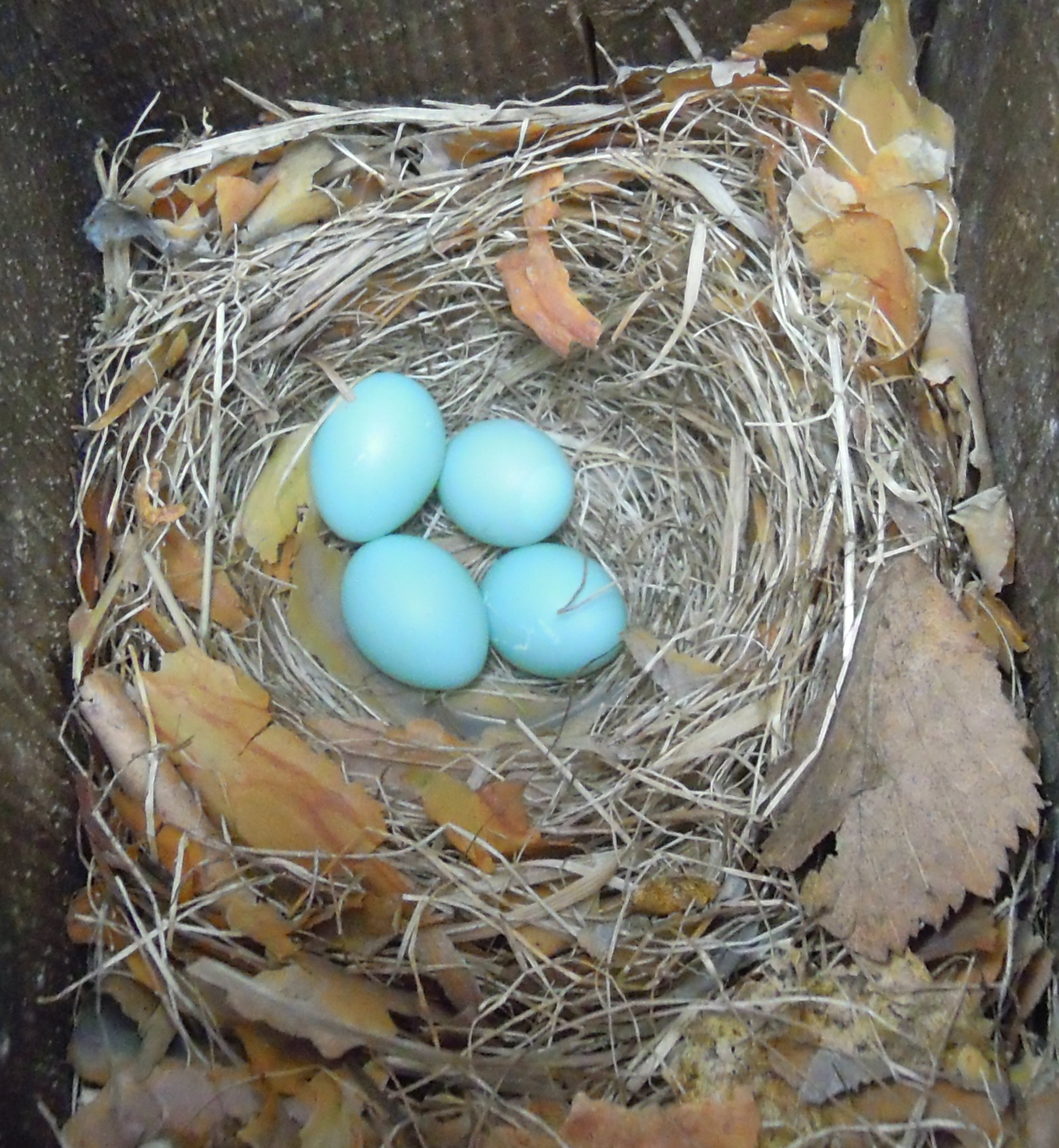
Trauerschnäpper-Gelege: Die leuchtend blauen Eier sind weithin sichtbar.

2006 wurde eine Studie zur Bedeutung der bläulichen Eierfarbe beim Trauerschnäpper veröffentlicht. Bläuliche Eier sind in einem Nest viel auffälliger als graue und somit fast ein Lockmittel für Eierfresser. Außerdem bedeutet die Herstellung gerade des Farbstoffs Biliverdin für die Mütter einen besonders hohen physiologischen Aufwand, und der kann sich im Verlauf der Stammesgeschichte nur dann entwickelt haben, wenn ihm ein entsprechender Nutzen gefolgt ist. Die Befunde der Studie lauten: Je blauer das Ei, desto größer die Chancen für den geschlüpften Jungvogel, dass er die ersten zwei Lebenswochen gesund übersteht. Das liege jedoch nicht unmittelbar an der blauen Farbe. Die Farbe sei vielmehr bloß ein Zeichen dafür, dass die Mutter gesund war. Neben den Farbstoffen habe sie daher auch viele mütterliche Antikörper an den Nachwuchs weitergeben können. Auf diese Weise könnten sich Küken aus stark gefärbten Eiern besser gegen Krankheitserreger wehren als Küken aus schwach gefärbten Eiern. Der Forscher geht davon aus, dass die Farbe auch als Signal an die Eltern dient: Je blauer die Eier, desto lohnender, sie zu bebrüten. In einer Folgestudie wurde 2005 berichtet, dass Männchen sich stärker an der Brutpflege beteiligen, wenn die Eier besonders intensiv gefärbt sind.

### Weitere Beispiele
- Amotz und Avishag Zahavi leiten auch das Entstehen von besonders schweren Hörnern wie beim Großen Kudu vom Wirken des Handicap-Prinzips ab.[9] Im Frühstadium der Evolution von Hörnern und Geweihen vermuten sie, dass kleine Ausstülpungen – vergleichbar den Stirnhöckern der Giraffen – als ein unterstützendes Signal dienten, das die Blickrichtung anzeigte. Auch die etwas längeren, aber dünnen Spießhörner der männlichen Nilgauantilopen seien soziale Signale: Die Männchen dieser Art bekämpfen ihre Rivalen, indem sie sie mit den Vorderbeinen schlagen. Die harten, scharfen Hörner der Weibchen mehrerer Gazellenarten seien hingegen wirksame Waffen gegen kleine Beutegreifer. „Dann kam wieder die Signalselektion ins Spiel und führte zu schweren und gewundenen oder verzweigten Hörnern, die Stärke und Ausdauer ihrer Träger signalisieren. Das Ergebnis waren die schweren, nach hinten gebogenen Hörner des Steinbocks, die spiraligen Hörner des Großen Kudu, die Gabeln des Rehbocks“, die sich aber „gewöhnlich nicht als besonders gut als herkömmliche Waffen“ bewähren.

- Bestimmte Lautäußerungen von Vögeln und anderen Tieren, die häufig als Warnrufe für die Artgenossen gedeutet wurden (das sogenannte Hassen), können auch als Signal an einen potentiellen Fressfeind interpretiert werden, im Sinne von: „Ich habe dich bemerkt, ich kann es mir leisten, mich für dich auffindbar zu exponieren, weil ich geschickt genug bin, rechtzeitig vor dir zu flüchten.“[10]

- Zu den weiteren Beispielen, die Amotz und Avishag Zahavi in ihrem Buch Signale der Verständigung ausführlich darstellen, gehören u. a. das Brunftgeschrei der Hirsche, das auffällige Gefieder einiger Fasane, die Gesänge und langen Balzflüge der Lerchen, das „Tanzen“ der Birkhühner, die „Brautgaben“ der Möwen, das stundenlange Singen von Grillen und die Leuchtsignale der Glühwürmchen.

## Rezeption
„Das Handicap-Prinzip ist eines der einflussreichsten Konzepte der Evolutionsbiologie.“ Diese im Jahr 2015 in einer Fachzeitschrift publizierte Aussage ist insofern besonders bemerkenswert, weil sie einer Studie vorangestellt wurde, in der Kritiker des Konzepts den Zusammenhang von ‚Glaubwürdigkeit eines Merkmals‘ und dessen ‚Kosten‘ anzweifelten. Diese Studie reihte sich in eine wissenschaftliche Debatte ein, die Amotz Zahavi 1975 angestoßen hatte und die auf das Gebiet der Entwicklungspsychologie und der Immunologie, auf Managementprozesse, auf Überlegungen zur Ästhetik und selbst zur Kriegsführung ausstrahlte und jahrzehntelang anhielt.
Zunächst stieß das Konzept auf massive Kritik, insbesondere von John Maynard Smith, auf den das Konzept der evolutionär stabilen Strategie zurückgeht, aber auch von anderen Autoren, die insbesondere mit mathematischen Modellen gegen das Handicap-Prinzip argumentierten. Amotz Zahavi selbst und andere Autoren verteidigten hingegen das Konzept. Andere Autoren relativierten das Konzept insofern, als es nicht die einzige plausible Erklärung dafür sei, wie glaubwürdige Signale ausgesendet werden könnten, beispielsweise wurde auf das Konzept der Runaway selection verwiesen.
Im Rückblick wurde 2011 erläutert, dass mathematische Modellierungen die Theorie zunächst zwar nicht bestätigten, dies jedoch ab 1990 gelang, nachdem Alan Grafen zwei Publikationen zu populationsgenetischen Modellen verfasst hatte. Bereits 1995 wurde die Theorie als „weitgehend akzeptiert“ (widely accepted) beschrieben, gleichwohl hält die wissenschaftliche Debatte um die Frage, wie ein evolutionäres Gleichgewicht zwischen Vor- und Nachteilen erklärt werden kann, bis in jüngste Zeit an.
In der Encyclopedia of Evolutionary Psychological Science gelangen die Autoren des Stichworts Handicap Principle jedoch im Jahr 2018 zu folgender abschließender Bewertung:„Anfangs lehnten Wissenschaftler das Konzept ab, stimmen ihm aber inzwischen grundsätzlich zu. Obwohl das Konzept auf den ersten Blick eklatant kontraintuitiv erscheint, ist die ihm zu Grunde liegende Logik fundiert und weist Kennzeichen einer guten wissenschaftlichen Theorie auf: überprüfbare Hypothesen, vereinheitlichende Erklärungen für unterschiedliche Phänomene, Parsimonie, weiter Geltungsbereich sowie heuristisches und prognostisches Vermögen. Das Konzept wird gestützt durch mathematische und empirische Befunde und veränderte den Blick, mit dem wir die Kommunikation von Tieren betrachten.“

## Belege
1. 1 2  Amotz Zahavi und Avishag Zahavi: Signale der Verständigung. Das Handicap-Prinzip. Insel Verlag, Frankfurt am Main 1998, S. 383, ISBN 3-458-16927-X.
2. ↑  Eckart Voland:Die Arena der Ehrlichen. Das Prinzip der Kommunikation mit teuren Signalen entwickelt sich in der menschlichen Kulturgeschichte zum Prinzip der Angeberei. (Memento vom 5. November 2019 im Internet Archive). Im Original publiziert auf faz.net vom 3. Januar 2007.
3. ↑  Amotz Zahavi: Mate selection – A selection for a handicap. In: Journal of Theoretical Biology. Band 53, Nr. 1, 1975, S. 205–214, doi:10.1016/0022-5193(75)90111-3.
4. ↑  Sara M. Clifton, Rosemary I. Braun und Daniel M. Abrams: Handicap principle implies emergence of dimorphic ornaments. In: Proceedings of the Royal Society B: Biological Sciences. Band 283, Nr. 1843, 2016, 20161970, doi:10.1098/rspb.2016.1970.
5. ↑  Peyton M. West und Craig Packer: Sexual Selection, Temperature, and the Lion's Mane. In: Science. Band 297, Nr. 5585, 2002, S. 1339–1343, doi:10.1126/science.1073257.
6. ↑  Amotz Zahavi und Avishag Zahavi: Signale der Verständigung, S. 13–15.
7. ↑  Judith Morales, Juan J. Sanz und Juan Moreno: Egg colour reflects the amount of yolk maternal antibodies and fledging success in a songbird. In: Biology Letters. Band 2, Nr. 3, 2006, doi:10.1098/rsbl.2006.0471.
8. ↑  Juan J. Soler, Juan Moreno, Jesús M. Avilés, und Anders P. Møller: Blue and green egg-color intensity is associated with parental effort and mating system in passerines: Support for the sexual selection hypothesis. In: Evolution. Band 59, Nr. 3, 2005, S. 636–644, doi:10.1554/04-159.
9. ↑  Amotz Zahavi und Avishag Zahavi: Signale der Verständigung, S. 164–166.
10. ↑  Amotz Zahavi und Avishag Zahavi: Signale der Verständigung, S. 23–28.
11. ↑  Simon M. Huttegger, Justin P. Bruner und Kevin J. S. Zollman: The Handicap Principle Is an Artifact. In: Philosophy of Science. Band 82, Nr. 5, 2015, doi:10.1086/683435, Volltext (PDF).
12. ↑  Wolfgang Schneider und Friedrich Wilkening: Theorien, Modelle und Methoden der Entwicklungspsychologie. Enzyklopädie der Psychologie, Band 1. Hogrefe, Göttingen 2006, S. 517, ISBN 978-3-8017-0586-2, Volltext von Kapitel 10 (PDF).
13. ↑  Ivar Folstad und Andrew John Karter: Parasites, Bright Males, and the Immunocompetence Handicap. In: The American Naturalist. Band 139, Nr. 3, 1992, S. 603–622, doi:10.1086/285346.
 M. L. Roberts, K. L. Buchanan und M. R. Evans: Testing the immunocompetence handicap hypothesis: a review of the evidence. In: Animal Behaviour. Band 68, Nr. 2, 2004, S. 227–239, doi:10.1016/j.anbehav.2004.05.001.
14. ↑  Matthias Nöllke: ManagementBIOnik. Wie Tiere und Pflanzen Führungskräfte inspirieren können. Haufe, Freiburg – München – Stuttgart 2019, S. 125–127, ISBN 978-3-648-12404-8.
15. ↑  Das ‚Handicap-Prinzip‘ und die biologische Revolution der ästhetischen Urteilskraft. Von Eckart Voland. In: Ralf Schnell (Hrsg.): Wahrnehmung – Kognition – Ästhetik. Neurobiologie und Medienwissenschaften. transcript Verlag, 2005, S. 35–60, ISBN 978-3-83940347-1.
16. ↑  Zhanshan Ma, Frederick T. Sheldon und Axel Krings: The Handicap Principle, Strategic Information Warfare and The Paradox of Asymmetry. Oak Ridge National Laboratory, Oak Ridge (Tennessee, United States of America), April 2010, Volltext (PDF).
17. ↑  Amotz Zahavi and his Handicap Principle. Übersicht über diverse Studien, in denen das Handicap-Prinzip getestet wurde.
18. ↑  John Maynard Smith: Sexual selection and the handicap principle. In. Journal of Theoretical Biology. Band 57, Nr. 1, 1976, S. 239–242, doi:10.1016/S0022-5193(76)80016-1.
19. ↑  J. W. F. Davis und P. O'Donald: Sexual selection for a handicap: A critical analysis of Zahavi's model. In: Journal of Theoretical Biology. Band 57, Nr. 2, 1976, S. 345–354, doi:10.1016/0022-5193(76)90006-0.
20. ↑  Mark Kirkpatrick: The Handicap Mechanism of Sexual Selection Does Not Work. In: The American Naturalist. Band 127, Nr. 2, 1986, S. 222–240, doi:10.1086/284480.
21. ↑  Ian P. M. Tomlinson: Diploid models of the handicap principle. In: Heredity. Band 60,1988, S. 283–293, doi:10.1038/hdy.1988.44.
22. ↑  Amotz Zahavi: The cost of honesty: Further Remarks on the Handicap Principle. In: Journal of Theoretical Biology. Band 67, Nr. 3, 1977, S. 603–605, doi:10.1016/0022-5193(77)90061-3.
23. ↑  Graham Bell: The Handicap Principle in Sexual Selection. In: Evolution. Band 32, Nr. 4, 1978, S. 872–885, doi:10.2307/2407500, Volltext (PDF).
24. ↑  Susan M. Leech und Marty L. Leonard: Begging and the risk of predation in nestling birds. In: Behavioral Ecology. Band 8, Nr. 6, 1997, S. 644–646, doi:10.1093/beheco/8.6.644.
25. ↑  Gilbert Roberts: Competitive altruism: from reciprocity to the handicap principle. In: Proceedings of the Royal Society B. Band 265, Nr. 1394, 1998, S. 427–431, doi:10.1098/rspb.1998.0312, Volltext.
26. ↑  Szabolcs Számadó: The cost of honesty and the fallacy of the handicap principle. In: Animal Behaviour. Band 81, Nr. 1, 2011, S. 3–10, doi:10.1016/j.anbehav.2010.08.022.
27. ↑  Gerald Borgia: The Cost of Display in the Non-Resource-Based Mating System of the Satin Bowerbird. In: The American Naturalist. Band 141, Nr. 5, 1993, S. 729–743, doi:10.1086/285502.
28. ↑  Andrew Pomiankowski: The ‘handicap principle’ works without Fisher. In: Trends in Ecology & Evolution. Band 2, Nr. 1, 1987, S. 2–3, doi:10.1016/0169-5347(87)90189-3.
29. ↑  Andrew Pomiankowski: Sexual selection: the handicap principle does work – sometimes. In: Proceedings of the Royal Society B. Band 231, Nr. 1262, 1987, doi:10.1098/rspb.1987.0038.
30. ↑  Jonathan Grose: Modelling and the fall and rise of the handicap principle. In: Biology & Philosophy. Band 26, Nr. 5, 2011, S. 677–696, doi:10.1007/s10539-011-9275-1.
31. ↑  Alan Grafen: Sexual selection unhandicapped by the fisher process. In: Journal of Theoretical Biology. Band 144, Nr. 4, 1990, S. 473–516, doi:10.1016/S0022-5193(05)80087-6.
32. ↑  Alan Grafen: Biological signals as handicaps. In: Journal of Theoretical Biology. Band 144, Nr. 4, 1990, S. 517–546, doi:10.1016/S0022-5193(05)80088-8.
33. ↑  Shigeo Yachi: How can honest signalling evolve? The role of handicap principle. In: Proceedings of the Royal Society B. Band 262, Nr. 1365, 1995, doi:10.1098/rspb.1995.0207.
34. ↑  Patrick Kane und Kevin J. S. Zollman: An Evolutionary Comparison of the Handicap Principle and Hybrid Equilibrium Theories of Signaling. In: PLoS ONE. Band 10, Nr. 9, 2015, e0137271, doi:10.1371/journal.pone.0137271.
35. ↑  Dustin J. Penn und Szabolcs Számadó: The Handicap Principle: how an erroneous hypothesis became a scientific principle. In: Biological Reviews. Online-Publikation vom 23. Oktober 2019, doi:10.1111/brv.12563.
36. ↑  Laith Al-Shawaf und David M. G. Lewis: The Handicap Principle. In: Todd K. Shackelford und Viviana A. Weekes-Shackelford (Hrsg.): Encyclopedia of Evolutionary Psychological Science. Springer, Cham 2018, Volltext (Memento vom 7. November 2019 im Internet Archive).